# Micerino

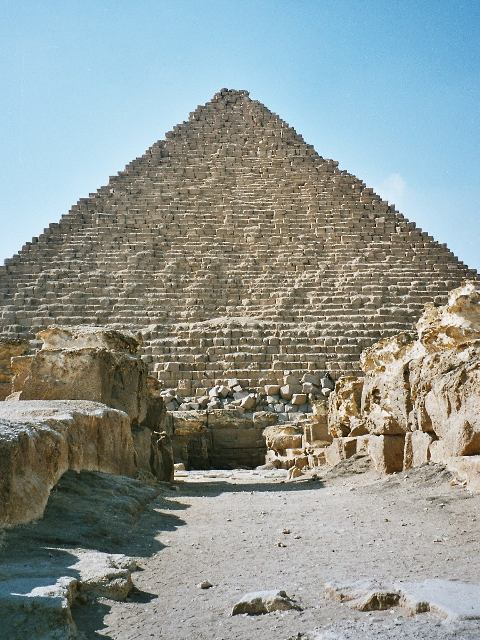
Restos de la pirámide y el templo de Micerinos, en Guiza.

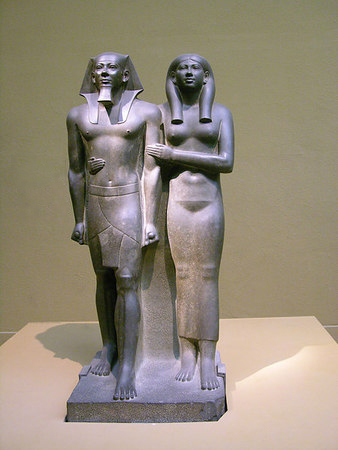
Estatua del rey Micerinos y su reina y esposa Jamerernebty II. Museo de Bellas Artes de Boston.

Menkaura (nombre egipcio mn kȝw rˁ), o Micerino (nombre castellanizado del griego Μυκερινος, escrito por Heródoto), fue un faraón perteneciente a la dinastía IV, del Imperio Antiguo de Egipto.
Las fechas de su reinado no se conocen con exactitud pero se estima que se inició hacia 2523 a. C. y terminó hacia 2511 a. C. Hijo de Kefrén y nieto de Keops, el constructor de la Gran Pirámide. Le sucedió su hijo Shepseskaf.